# Маріо Донателлі
Маріо Донателлі (італ. Mario Donatelli, нар. 16 липня 1963, Леттоманоппелло) — італійський футболіст, що грав на позиції півзахисника. По завершенні ігрової кар'єри — спортивний функціонер.

## Ігрова кар'єра
Народився 16 липня 1963 року в місті Леттоманоппелло. Вихованець юнацьких команд футбольних клубів «Марконі» та «Франкавілья». В сезоні 1981/82 років у віці вісімнадцяти років він дебютував за «Франкавілью» на професійному рівні, забивши 2 голи у 21 матчі Серії С1, втім команда вилетіла до Серії C2, де Донателлі зіграв у наступному сезоні ще один сезон і у жовтні повернувся до Серії С1, ставши гравцем клубу «Трієстина», в якому закінчував сезон 1982/83, зігравши лише 7 ігор, а команда виграла свою групу і вийшла до Серії Б.
У 1983 році «Кампобассо» перейшов в інший клуб Серії Б, але і тут не був основним, зігравши 4 і 9 ігор в чемпіонаті за сезон відповідно. В результаті влітку 1985 року Донателлі перейшов у клуб «Луккезе-Лібертас», що грав на два дивізіони нижче, у Серії С2. В першому ж сезоні Донателлі допоміг виграти свою групу, забивши 11 голів у 31 матчі (таким чином, вперше і востаннє у своїй кар'єрі, коли Маріо забив двозначну кількість голів за сезон). В подальшому залишався основним гравцем і 1990 року допоміг команді з Лукки вийти до Серії Б.
Згодом Донателлі грав у Серії С1 за клуб «Трієстина», а потім у Серії С2 за «Беневенто», а завершив професійну ігрову кар'єру у клубі «Каррарезе» з Серії С1, за команду якого виступав протягом сезону 1995/96 років. Загалом за кар'єру Донателлі зіграв у 53 іграх у Серії B (7 голів), 145 іграх у Серії C1 (20 голів) і 55 ігор у Серії C2 (з 12 забитими м'ячами), провівши у загальній складності 253 матчі та забивши 39 гори на професіональному рівні.
По завершенні ігрової кар'єри разом із своїм братом Джузеппе Донателлі працював у структурі клубу «Луккезе» і став спортивним директором команди, що грала в Серії C1, після чого протягом дев'яти років поспіль (з 2003 по 2012 рік) був спортивним директором молодіжного сектору «Дженоа» (з "Прімаверою" виграв чемпіонат, Кубок та два Суперкубка Італії). 
З лютого 2017 року став спортивним директором молодіжної команди «Лігурії».